# Endoneurium

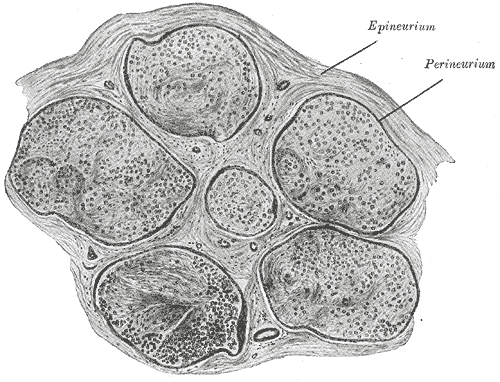
Dwarsdoorsnede van een menselijke scheenbeenzenuw

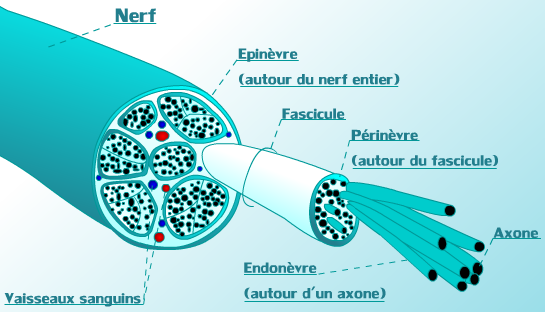
Zenuw.
nerf=zenuw, epinèvre=epineurium, périnèvre=perineurium, endonèvre=endoneurium, fascicule=bundel,
vaisseaux sanquins=bloedvaten

Het endoneurium (ook wel epilemma genoemd) is de fijne, uit bindweefsel bestaande schede rondom de myelineschede van een zenuwvezel van het perifere zenuwstelsel. De daarbij behorende cellen worden endoneurale cellen genoemd. Het endoneurium heeft een voedende en beschermende functie en speelt een belangrijke rol bij de vloeistofdruk. Door het handhaven van een kleine overdruk in de endoneuriale ruimte wordt er voor de zenuw een constant milieu gegarandeerd.
De endoneuria met de daarbij behorende zenuwvezels vormen zenuwbundels (fascikels), waarbij iedere bundel weer omgeven is met een beschermende mantel, het perineurium. Bij grotere zenuwen worden meerdere bundels op hun beurt weer omgeven door het epineurium.
Het endoneurium wordt langs de zenuwvezel onderbroken door tussenschotten (septa), die vanuit de binnenste laag van het perineurium komen. Het bevat dunne bundels bindweefsel, dat hoofdzakelijk bestaat uit collageen, dat in een matrix van de basisstof is ingebed. Deze structuur zorgt voor ondersteuning van de in een netwerk liggende haarvaten.
Het endoneurium bevat de endoneurale vloeistof met kleine hoeveelheden eiwitten. In het perifere zenuwstelsel komt de endoneurale vloeistof theoretisch overeen met het hersenvocht van het centrale zenuwstelsel. Bij beschadiging van het perifere zenuwstelsel komt een verhoogde hoeveelheid endoneurale vloeistof in het omliggende weefsel, die door neurografische magnetic resonance tomografie (MRT) vastgesteld kan worden – wat meehelpt bij de plaatsbepaling van de beschadiging in het perifere zenuwstelsel.